# Verbandsgemeinde Zell (Mosel)
Die Verbandsgemeinde Zell (Mosel) ist eine Gebietskörperschaft im Landkreis Cochem-Zell in Rheinland-Pfalz. Der Verbandsgemeinde gehören die Stadt Zell (Mosel) sowie 23 weitere Ortsgemeinden an.

## Verbandsangehörige Gemeinden
| Ortsgemeinde, Stadt           | Fläche (km²) | Einwohner |
| ----------------------------- | ------------ | --------- |
| Alf                           | 6,33         | 826       |
| Altlay                        | 5,75         | 447       |
| Altstrimmig                   | 8,90         | 342       |
| Blankenrath                   | 4,59         | 1.703     |
| Briedel                       | 26,60        | 885       |
| Bullay                        | 3,96         | 1.668     |
| Forst (Hunsrück)              | 3,35         | 66        |
| Grenderich                    | 8,51         | 389       |
| Haserich                      | 4,45         | 211       |
| Hesweiler                     | 2,31         | 117       |
| Liesenich                     | 8,76         | 301       |
| Mittelstrimmig                | 11,47        | 408       |
| Moritzheim                    | 4,02         | 135       |
| Neef                          | 6,51         | 405       |
| Panzweiler                    | 3,85         | 284       |
| Peterswald-Löffelscheid       | 15,33        | 765       |
| Pünderich                     | 5,41         | 869       |
| Reidenhausen                  | 2,06         | 189       |
| Sankt Aldegund                | 6,16         | 535       |
| Schauren                      | 3,05         | 430       |
| Sosberg                       | 3,91         | 154       |
| Tellig                        | 1,21         | 303       |
| Walhausen                     | 2,27         | 227       |
| Zell (Mosel), Stadt           | 44,98        | 4.117     |
| Verbandsgemeinde Zell (Mosel) | 193,75       | 15.776    |

(Einwohner am 31. Dezember 2023)

## Geschichte
Im Zuge der ersten rheinland-pfälzischen Verwaltungsreform wurde 1968 das Amt Zell-Land in eine Verbandsgemeinde umgewandelt. In die Verbandsgemeinde wurde am 7. Juni 1969 die Stadt Zell (Mosel) und am 7. November 1970 neun Gemeinden aus der Verbandsgemeinde Blankenrath, sechs Gemeinden aus der Verbandsgemeinde Senheim und eine Gemeinde aus der Verbandsgemeinde Büchenbeuren (die alle drei aufgelöst wurden) in die Verbandsgemeinde Zell (Mosel) eingegliedert.
Als Verwaltungsgebäude diente bis Mitte Januar 2024 das 1912/13 erbaute vormalige Gebäude der Amtsverwaltung Zell-Land, ehe ein Neubau in unmittelbarer Nachbarschaft bezogen wurde.

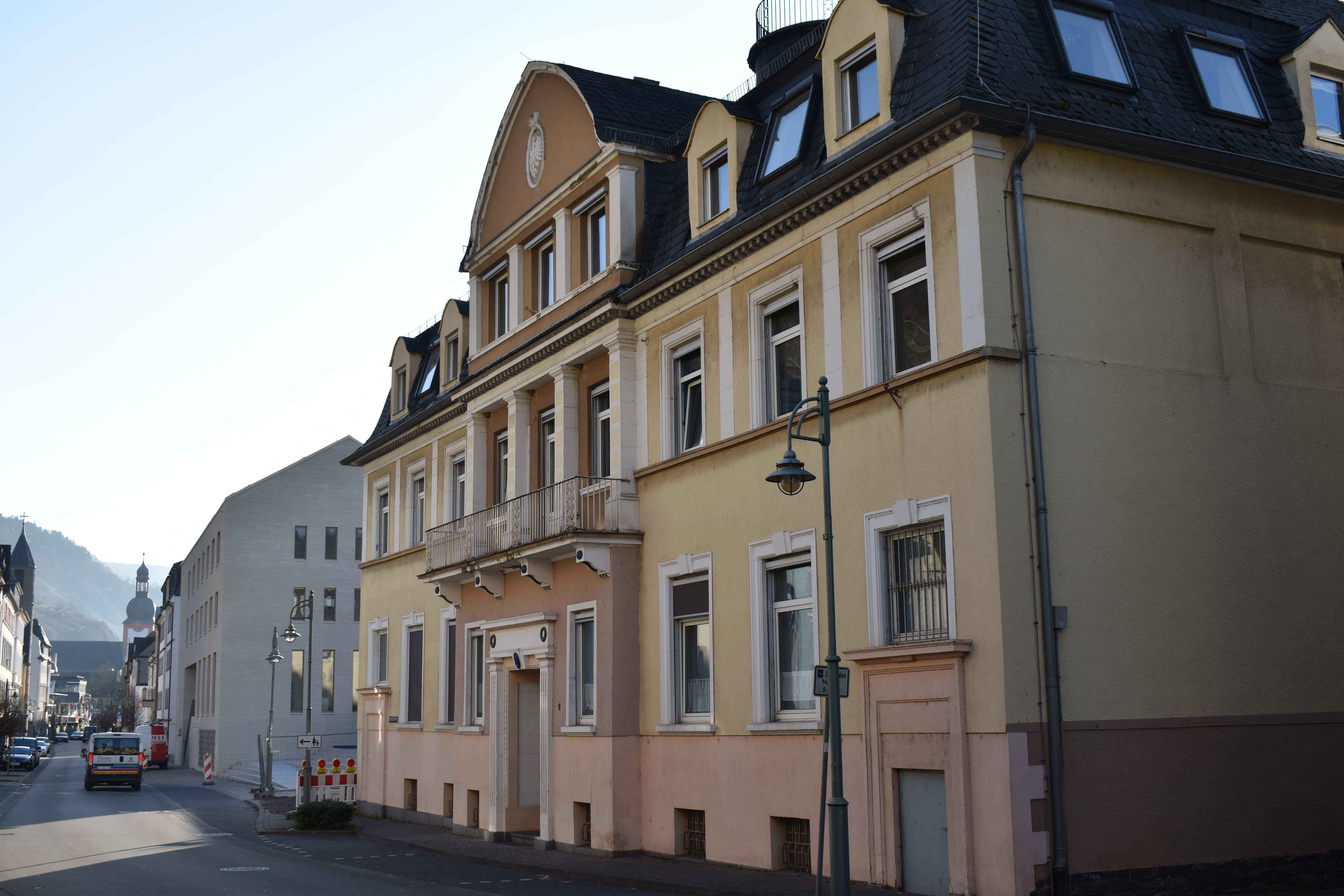
Altes Verwaltungsgebäude
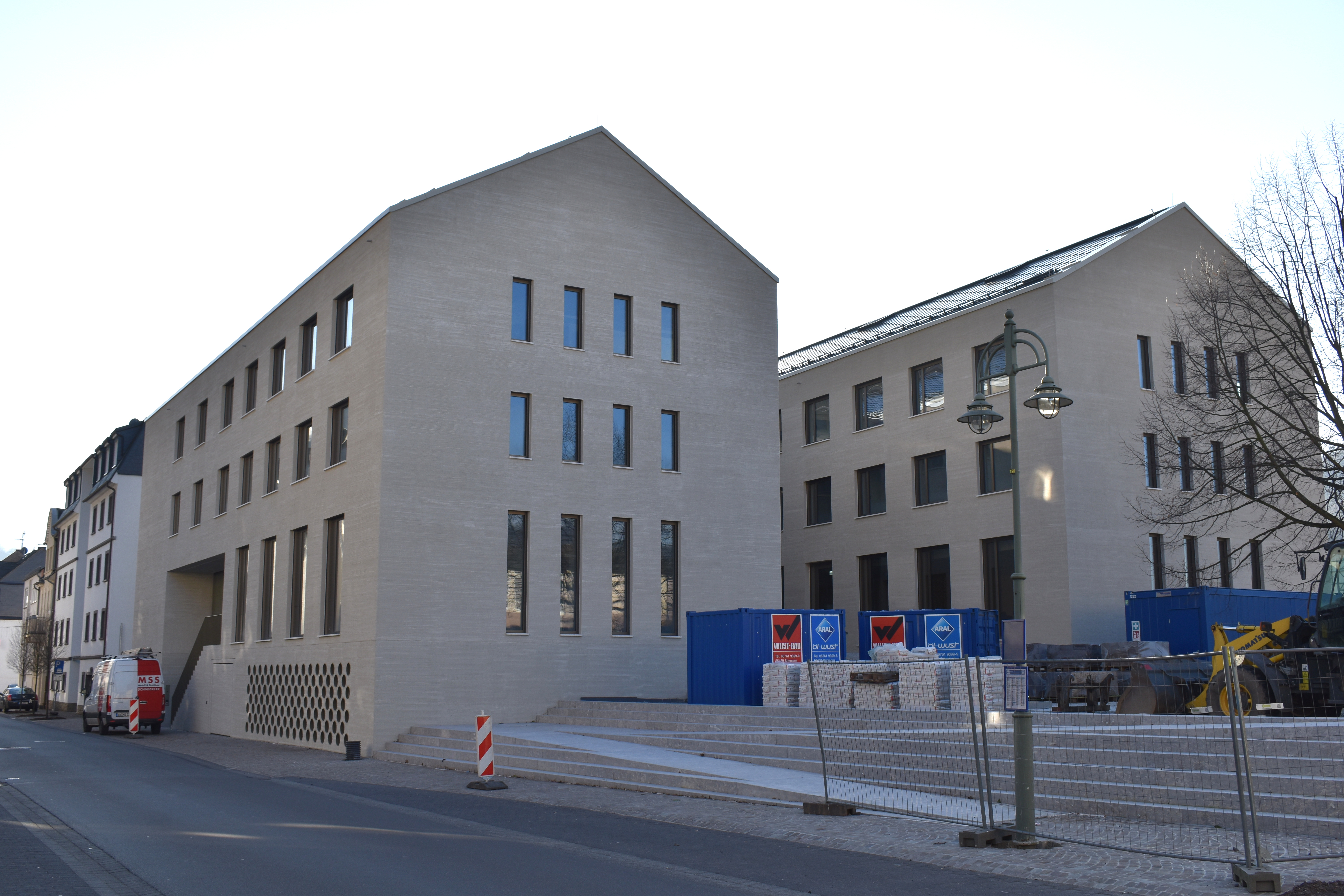
Neues Verwaltungsgebäude

## Bevölkerungsentwicklung
Die Entwicklung der Einwohnerzahl, bezogen auf das Gebiet der heutigen Verbandsgemeinde Zell (Mosel); die Werte von 1871 bis 1987 beruhen auf Volkszählungen:
| Jahr | Einwohner |
| 1815 | 10.193    |
| 1835 | 14.422    |
| 1871 | 15.063    |
| 1905 | 16.832    |
| 1939 | 17.410    |
| 1950 | 17.677    |

| Jahr | Einwohner |
| 1961 | 17.484    |
| 1970 | 16.833    |
| 1987 | 15.335    |
| 1997 | 16.903    |
| 2005 | 16.835    |
| 2023 | 15.776    |

## Politik

### Verbandsgemeinderat
Der Verbandsgemeinderat Zell (Mosel) besteht aus 32 ehrenamtlichen Ratsmitgliedern, die bei der Kommunalwahl am 9. Juni 2024 in einer personalisierten Verhältniswahl gewählt wurden, und dem Bürgermeister als Vorsitzendem.
Die Sitzverteilung im Verbandsgemeinderat:
| Wahl | SPD | CDU | AfD | FDP | FWG | Gesamt   |
| ---- | --- | --- | --- | --- | --- | -------- |
| 2024 | 7   | 13  | 4   | 1   | 7   | 32 Sitze |
| 2019 | 9   | 13  | –   | 2   | 8   | 32 Sitze |
| 2014 | 8   | 15  | –   | 2   | 7   | 32 Sitze |
| 2009 | 8   | 14  | –   | 3   | 7   | 32 Sitze |
| 2004 | 6   | 16  | –   | 2   | 8   | 32 Sitze |

- FWG = Freie Wähler Gemeinschaft Zeller Land e. V.

### Bürgermeister
Jürgen Hoffmann wurde am 1. Januar 2023 hauptamtlicher Bürgermeister der Verbandsgemeinde Zell. Bei einer Stichwahl am 17. Juli 2022 hatte er sich, unterstützt von FWG und FDP, mit einem Stimmenanteil von 54,3 % gegen Frank Koch (CDU) durchgesetzt, nachdem bei der Direktwahl am 3. Juli 2022 keiner der ursprünglich drei Bewerber eine ausreichende Mehrheit erreicht hatte.
Hoffmanns Vorgänger Karl Heinz Simon (SPD) hatte das Amt seit dem 4. Mai 2000 ausgeübt. Bei der Direktwahl vom 2. April 2000 war er mit 51 Prozent der Stimmen gewählt worden. Am 25. November 2007 wurde er mit 68,51 Prozent und am 13. März 2016 mit 75,47 Prozent der Stimmen jeweils für weitere acht Jahre zum Bürgermeister gewählt. Anfang Dezember 2021 kündigte er jedoch an, aus gesundheitlichen Gründen vorzeitig zum 31. Dezember 2022 in den Ruhestand einzutreten.

### Wappen
Die Verbandsgemeinde Zell (Mosel) hat sich das abgebildete Wappen gegeben. Der obere Teil des Wappenschildes ist in Silber gehalten. Darin befindet sich das kurtrierische Kreuz in Rot. Es weist auf die Erzbischöfe und Kurfürsten von Trier hin. Im unteren Teil des Schildes befinden sich auf rotem Untergrund drei silberne Löwen mit goldener Krone, goldener Zunge und goldenen Krallen. Die drei Löwen stellen das Wappen der Vögte im Hamm, nämlich der Zandt von Merl, dar.